# تماس (فیلم ۱۹۷۱)
تماس (به زبان سوئدی: Beröringen) فیلمی در ژانر رمانتیک و درام محصول سوئد و آمریکا در سال ۱۹۷۱ به کارگردانی اینگمار برگمان است. این فیلم در سایت imdb توانسته نمره‌ی ۶/۷ را کسب کند.

## داستان فیلم
«کارین» (آندرسون)، پس از پانزده سال زندگی پُرسعادت با جراحی به‌نام «آندراس ورگروس» (فون سیدو)، به زندگی آرام بورژوائی خود در شهری کوچک در سوئد عادت کرده‌است، ولی ابتدا مرگ مادرش و بعد ملاقات با «دیوید کوواک» (گولد) - یک باستان‌شناس خارجی که به «کارین» ابراز عشق می‌کند - این آرامش را در هم می‌ریزد. «کارین» با وجود اخلاق تند و خشن «دیوید» رابطه‌ای عاطفی را شروع می‌کند و روز به روز بیشتر به او وابسته می‌شود، و حتی دوری شش‌ماهه «دیوید» آتش این عشق را بیشتر شعله‌ور می‌کند. «آندراس» از طریق نامه‌ای بی‌امضا از این رابطه باخبر می‌شود و با «دیوید» برخورد می‌کند. پس از مجادله‌ای خشن، «دیوید» بی‌خبر «کارین» باردار را ترک می‌کند و به لندن می‌رود. «کارین» با وجود هشدار «آندراس» به‌دنبال او به لندن می‌رود و پس از پذیرائی گرم خواهر «دیوید»، «سارا» (رید)، به سوئد بازمی‌گردد. «کارین» نزدیک به زایمان است که «دیوید» دوباره می‌آید و به او پیشنهاد ازدواج می‌دهد. «کارین» می‌گوید با این که هنوز دوستش دارد، ولی نمی‌خواهد دوباره او را ببیند. «دیوید» او را به وابستگی به زندگی بورژوازی متهم می‌کند و «کارین» جوابی نمی‌دهد. «دیوید» می‌رود.

## دربارهٔ فیلم
برگمان، تماس را خیلی ساده «یک قصه عاشقانه» توصیف کرده‌است. اما با اینکه تماس کمتر از فیلم‌های دوره میانی او بار متافیزیکی دارد و از لحاظ واقع‌گرائی عاطفی‌اش به مصیبت (۱۹۶۹) نزدیکتر است، نمادپردازی‌های دقیق آن گواه تداوم علاقه برگمان به حقایق کلی و نیز حقایق شخصی است. در فیلم، آزادی و خطر، جدائی ناپذیرند و نمی‌توان بدون قبول خطر به استقبال آزادی رفت. صحنه تکان دهنده‌ای که طی ان «دیوید» در پس دیواری آجری مجسمه‌ای از با کره مقدس متعلق به شش قرن قبل را می‌یابد و سپس مجسمه فرو می‌پاشد، اشاره نمادینی است به خطرات فروریختن دیوارهای محافظ زندگی، خطرات حفاری در اعماق گذشته و خطرات تأثیرات بیگانه. «دیوید» برای «کارین» معرّف یک ریسک بزرگ است و انگیزه اندیشیدن به یک انتخاب. اینجا انتخاب میان امنیت کلاستروفوبیک و لذت پُرمخاطره است و برگمان کاری کرده تا این انتخاب برای «کارین» سخت دشوار باشد. در اینجا برخوردهای میان عشاق دردناک و ناراحت‌کننده است. از نسخه انگلیسی زبان فیلم که جمله‌های شخصیت گولد را تصنعی می‌نمایاند، حتی‌الامکان باید حذر کرد. باورپذیری این رابطه عاشقانه تقریباً به تمامی مدیون بازی سحرانگیز آندرسون و تغییر حالت‌های بسیار ظریف چهره او است.